# Aldan (Stadt)
Aldan (jakutisch und russisch Алдан) ist eine Stadt in der Republik Sacha (Jakutien) in Russland mit 21.275 Einwohnern (Stand 14. Oktober 2010).

## Geographie
Aldan liegt im Aldanhochland, etwa 470 km südwestlich der Republikshauptstadt Jakutsk am Flüsschen Orto-Sala, das in den rechten Aldan-Nebenfluss Seligdar mündet. Vom Fluss Aldan selbst ist die Stadt etwa 30 km entfernt.
Die Stadt Aldan ist Verwaltungszentrum des gleichnamigen Rajons (Ulus).
Aldan ist Eisenbahnstation an der von der Baikal-Amur-Magistrale nach Tommot führenden Amur-Jakutischen Magistrale (Weiterführung nach Jakutsk im Bau). Die Stadt liegt zudem an der Fernstraße M56 (Lena), die Newer an der Transsibirischen Eisenbahn mit Jakutsk verbindet, außerdem besitzt sie einen Flughafen.

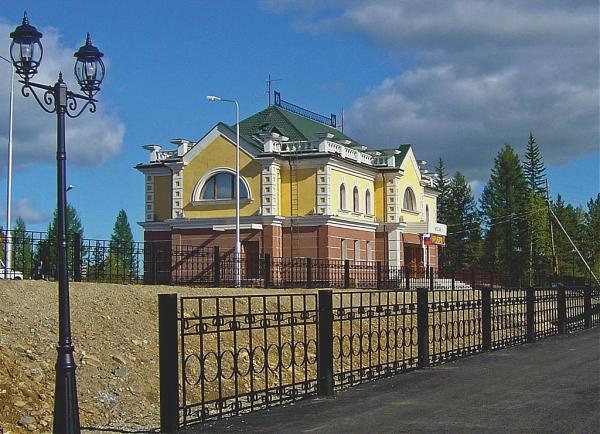
Bahnhof Aldan
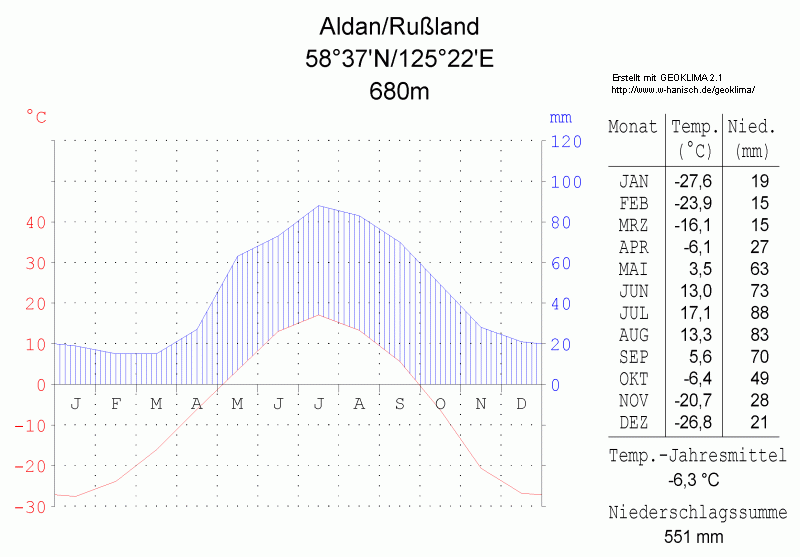
Klimadiagramm von Aldan

## Geschichte
Aldan entstand 1923 nach der Entdeckung reicher Goldvorkommen durch den jakutischen Goldsucher M. Tarabukin und den Leiter des Goldsucherartels W. Bertin als Siedlung mit Bergwerk am zunächst namensgebenden Bach Nesametny (russisch Незаме́тный für unauffällig, versteckt). 1939 erhielt der Ort unter seinem heutigen Namen das Stadtrecht.

### Bevölkerungsentwicklung
| Jahr | Einwohner |
| ---- | --------- |
| 1939 | 14.022    |
| 1959 | 12.358    |
| 1970 | 17.689    |
| 1979 | 20.173    |
| 1989 | 27.090    |
| 2002 | 24.715    |
| 2010 | 21.275    |

Anmerkung: Volkszählungsdaten

## Kultur und Sehenswürdigkeiten
Aldan besitzt ein Heimatmuseum.

## Wirtschaft
Aldan ist Zentrum des südjakutischen Bergbaugebietes mit Gold- und Glimmerförderung. Daneben gibt es Betriebe für Metallbearbeitung sowie der Holz- und Baumaterialienwirtschaft.